# Sadler's Wells Theatre
Pour les articles homonymes, voir Sadler's Wells.
Le Sadler's Wells Theatre est un théâtre fondé à Londres (Islington) en 1683 par Richard Sadler.
Après avoir été « Musick House » et lieu de plaisance des Londoniens, le théâtre accueille toutes sortes de spectacles jusqu'à sa fermeture en 1915. Reconstruit et rouvert en 1931, il héberge le Vic-Wells Ballet. En 1946 la compagnie, rebaptisée Sadler's Wells Ballet, s'installe à Covent Garden, laissant un groupe de danseurs s'y constituer sous le nom de Sadler's Wells Opera Ballet. Cette compagnie devient le Royal Ballet à partir de 1957.
Il héberge aujourd'hui la Rambert Dance Company.